# Cololejeunea epiphylla
Cololejeunea epiphylla là một loài Rêu trong họ Lejeuneaceae. Loài này được G. Asthana & A. Shukla mô tả khoa học đầu tiên năm 2010.